# التقانة خلال الحرب العالمية الثانية

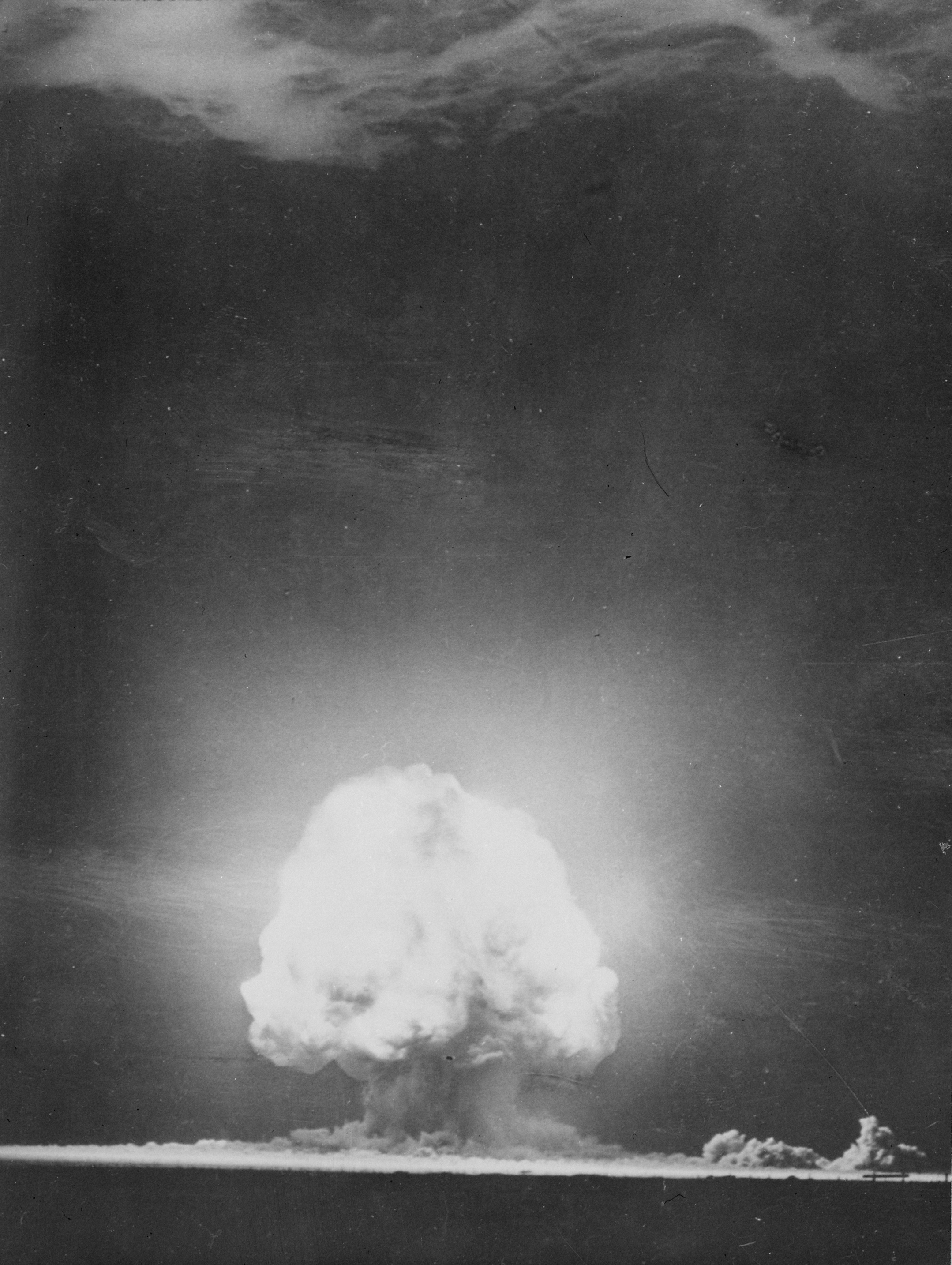

لعبت التقانة دورًا مهمًا في الحرب العالمية الثانية (1939-1945). طُورت بعض التقانات المستخدمة خلال الحرب بين سنوات ما بين الحربين الأولى والثانية، أي ما بين أواخر العشرينيات وآخر الثلاثينيات من القرن العشرين، وقد طُوِرَت الكثير من التقنيّات استجابةً للاحتياجات، والدروس المستفادة خلال الحرب، في حين أن البعض الآخر قد بدأ تطويره مع انتهاء الحرب. كان للعديد من الحروب آثار كبيرة على التقانة التي نستخدمها في حياتنا اليومية. بينما، كان للحرب العالمية الثانية أكبر تأثير على التقانة والأجهزة المستخدمة اليوم، مقارنةً بالحروب السابقة. لعبت التقانة أيضًا دورًا أكبر في إدارة الحرب العالمية الثانية أكثر من أي حرب أخرى في التاريخ، وكان لها دور حاسم في نتائجه النهائية.
صُممت العديد من أنواع التقانة للاستخدام العسكري، وحدثت تطورات جوهرية في العديد من المجالات بما في ذلك:
- الأسلحة: السفن، والمركبات، والغواصات، والطائرات، والدبابات، والمدفعية، والأسلحة الصغيرة؛ والأسلحة البيولوجية والكيميائية والذرية.
- الدعم اللوجستي: المركبات اللازمة لنقل الجنود والإمدادات، مثل القطارات والشاحنات والدبابات والسفن والطائرات.
- الاتصالات والاستخبارات: الأجهزة المستخدمة للملاحة، والاتصالات، وأجهزة الاستشعار عن بعد، والتجسس.
- الطب: الابتكارات الجراحية، والأدوية الكيميائية، وأساليب وتقنيات أخرى.
- علم الصواريخ: الصواريخ الموجهة، الصواريخ البالستية متوسطة المدى، والطائرات الآلية.

كانت الحرب العالمية الثانية من أول الحروب التي استهدفت فيها العمليات العسكرية الجهود البحثية للعدو على نطاق واسع. كان من بين ذلك عملية نقل نيلز بور من الدنمارك (التي احتلتها ألمانيا) إلى بريطانيا في عام 1943؛ تخريب إنتاج الماء الثقيل النرويجي؛ وقصف بينيمونده.
كما أُجريت عمليات عسكرية للحصول على معلومات استخبارية عن تكنولوجيا العدو. على سبيل المثال، أجريت غارة بيرنول للحصول على معلومات عن الرادار الألماني، وعملية «موست ثري» التي زوّد بها الجيش الوطني البولندي الحلفاء بمعلومات استخباراتية مهمة حول صاروخ V-2 الألماني.

## ما بين الحربين
في أغسطس 1919، أعلن حكم العشر سنوات البريطاني بألا يجب على الحكومة أن تتوقع حربًا أخرى في غضون عشر سنوات. ونتيجة لذلك، لم يجروا إلا القليل جدًا من العمليات العسكرية في مجاليّ البحث والتطوير العسكري. وعلى النقيض من ذلك، كانت ألمانيا والاتحاد السوفياتي من القوى غير الراضية، التي تعاونت مع بعضها البعض في مجال البحث والتطوير العسكري لأسباب مختلفة. فقد عرض الاتحاد السوفيتي على ألمانيا تسهيلات لإقامة منشآت فايمار-ألمانيا في عمق الاتحاد السوفيتي وذلك لبناء واختبار الأسلحة وللتدريب العسكري، بعيدًا عن أعين مفتشي المعاهدة. لكنهم طلبوا في المقابل الوصول إلى التطورات التقنية الألمانية، والمساعدة في إنشاء هيئة الأركان العامة للجيش الأحمر. 
سرعان ما نشطت شركة كروب لتصنيع المدفعيات الكبرى في جنوب الاتحاد السوفيتي، بالقرب من روستوف على نهر الدون. في عام 1925، تم إنشاء مدرسة طيران بالقرب من ليبيتسك (مدرسة ليبيتسك للطيار المقاتل) لتدريب أول الطيارين لقوات لوفتفافه المستقبلية (القوات الجوية الألمانية). [2] منذ عام 1926، كان الرايخويهر (Reichswehr) قادراً على استخدام مدرسة الدبابة في قازان (مدرسة كاما للدبابات) ومنشأة أسلحة كيميائية في ساراتوف أوبلاست (موقع تومكا لاختبار الغاز). وفي المقابل، تمكن الجيش الأحمر من الوصول إلى منشآت التدريب هذه، وكذلك إلى التقانة والنظريات العسكرية من منشآت فايمار-ألمانيا.
في أواخر عشرينيات القرن العشرين، ساعدت ألمانيا الصناعة السوفيتية على البدء بتحديث نفسها، والمساعدة في إنشاء منشآت لإنتاج الدبابات في مصنع لينينجراد بولشفيك، ومصنع كاركوف للقاطرات. انهار هذا التعاون لاحقًا عندما تولّى هتلر السلطة في عام 1933. واعتبر فشل مؤتمر نزع السلاح العالمي كبداية لسباق التسلح الذي أدى إلى الحرب.
في فرنسا، تمت ترجمة درس الحرب العالمية الأولى إلى بناء خط من التحصينات القوية المستديمة خط ماجينو الذي كان من المفترض له أن يكون خطًا دفاعيًا على الحدود مع ألمانيا. حقق خط ماجينو هدفه السياسي المتمثل في ضمان أن أي غزو ألماني كان يجب أن يمر عبر بلجيكا وبذلك تضمن فرنسا بأن تكون بريطانيا حليفها العسكري. عند اندلاع أعمال القتال (الحرب) في عام 1940، كان لدى فرنسا وروسيا دبابات أكثر وأفضل من دبابات ألمانيا. كما كان الوضع في الحرب العالمية الأولى، توقع الجنرالات الفرنسيون أن تقوم المدرعات في الغالب في مساعدة المشاة على اقتحام خطوط الخندق الثابتة والمخابئ المليئة بالرشاشات؛ وبالتالي قاموا بنشر المدرعات (الدروع) بين فرق المشاة الخاصة بهم، متجاهلين عقيدة الحرب الخاطفة الألمانية الجديدة، القائمة على الحركة السريعة والتي يستخدم فيها شن قصف مدفعي مكثف بوجه من ليس لديهم دفاع فعال ولكنهم يمتلكون فقط مدافع متنقّلة مضادات للدبابات، لكنّها المضادات التي كانت بحوزة المشاة لم تكن فعالة في صد الدبابات الثقيلة والمتوسطة.
كانت القوة الجوية (السلاح الجوي) هي الشاغل الرئيسي لألمانيا وبريطانيا بين الحربين. واستمرت تجارة محركات الطائرات، حيث قامت بريطانيا ببيع المئات من أفضل المحركات للشركات الألمانية، والتي استخدمتها في الجيل الأول من الطائرات، ثم قاموا بتعديلها بشكل كبير لاستخدامهم في الطائرات الألمانية. قادت هذه الاختراعات الجديدة إلى نجاح الألمان بشكل كبير في الحرب العالمية الثانية. كانت ألمانيا دائما ولا تزال في طليعة تطوير محرك الاحتراق الداخلي.
كانت مدينة غوتينغن المركز العالمي للديناميكا الهوائية، وديناميكا الموائع بشكل عام، على الأقل حتى الوقت الذي وصل فيه الحزب النازي العقائدي إلى السلطة. وقد ساهم ذلك في التطور الألماني للطائرات النفاثة والغواصات مع تحسين أدائهم تحت الماء.
اكتُشف الانشطار النووي في ألمانيا في عام 1939 من قبل أوتو هان، (واليهود المغتربين في السويد)، ولكن العديد من العلماء الذين يمكنهم تطوير الطاقة النووية قد فقدوا بالفعل، بسبب السياسات المعادية لليهود والمناهضة للفكر.
لقد كان العلماء في قلب الحرب وغالبًا ما كانت مساهماتهم حاسمة. وكما علق إيان جاكوب، السكرتير العسكري لونستون تشرشل في زمن الحرب، على تدفق العلماء اللاجئين (بمن فيهم 19 من الحائزين على جائزة نوبل): «إن فاز الحلفاء في الحرب العالمية الثانية؛ فهذا لأن علماءنا الألمان كانوا أفضل من علمائهم الألمان». 

## تعاون الحلفاء
تعاون حلفاء الحرب العالمية الثانية تعاونًا مكثفًا في تطوير وتصنيع تقنيات جديدة أو كائنة لدعم العمليات العسكرية وجمع المعلومات الاستخباراتية أثناء الحرب العالمية الثانية. هناك العديد من السبل التي تعاون بها الحلفاء، بما في ذلك مخطط الإعارة والاستئجار الأميركية والأسلحة الهجينة مثل شيرمان فيرفلي، فضلًا عن مشروع سبائك الأنابيب لأبحاث الأسلحة النووية البريطانية الذي أُدمج في مشروع مانهاتن تحت قيادة الولايات المتحدة الأميركية. أثبتت العديد من التقنيات التي اخترعت في بريطانيا مدى أهميتها للجيش، والتي صنعها الحلفاء على نطاق واسع أثناء الحرب العالمية الثانية.
ويعود أصل التعاون إلى زيارة قام بها هنري تيزارد -رئيس لجنة أبحاث الطيران- في عام 1940، والتي رتبت لنقل التقانة العسكرية البريطانية إلى الولايات المتحدة في حالة الغزو الناجح للمملكة المتحدة الذي كان يخطط له هتلر  بعملية أسد البحر قاد تيزارد بعثة فنية بريطانية تعرف باسم بعثة تيزارد وتضم تفاصيل وأمثلة عن التطورات التكنولوجية البريطانية في مجالات مثل الرادار والمحرك النفّاث وكذلك الأبحاث البريطانية المبكرة حول القنبلة الذرية. أحد الأجهزة التي أحضرتها البعثة إلى الولايات المتحدة، أنبوب مغناطيسي إلكتروني «الرنان»، الذي وصف لاحقًا بأنه «أثمن شحنة جلبتها البعثة إلى شواطئنا». 

## الأسلحة
شهدت تكنولوجيا الأسلحة العسكرية تطورات سريعة خلال الحرب العالمية الثانية، وعلى مدى ست سنوات كان هناك معدل مربك من تغيير أساليب القتال في كل شيء من الطائرات إلى الأسلحة النارية الصغيرة. في الواقع، بدأت الحرب مع استخدام معظم الجيوش للتكنولوجيا التي لم تتغير كثيرًا عن الحرب العالمية الأولى، وفي بعض الحالات ظلت دون تغيير منذ القرن التاسع عشر. فمثلًا كانت سلاح الفرسان وحروب الخنادق والبوارج الحربية التي تعود إلى حقبة الحرب العالمية الأولى أمرًا طبيعيًا في عام 1940، ولكن خلال ست سنوات فقط، تمكنت الجيوش في جميع أنحاء العالم من تطوير طائرات نفاثة وصواريخ بالستية وحتى الأسلحة النووية في حالة الولايات المتحدة الأمريكية.